# Groupe de chasse (Belgique)
Le Groupe de chasse est la première escadre de chasse de la Belgique. Il est créé en mars 1918 à l'aérodrome des Moëres près de Furnes. À la demande du roi Albert I, le capitaine Fernand Jacquet en est nommé commandant et le groupe de chasse est bientôt surnommé le Groupe Jacquet. Il est constitué des 9e, 10e et 11e escadrille de chasse,.

À la fin de la Première Guerre mondiale, le groupe est capable de soutenir une offensive et d'aligner 40 appareils. En octobre 1918, le groupe déménage à Moerkerke.
Après guerre, les trois escadrilles sont assignées à différents aérodromes : la 9e est basée à Berchem-Sainte-Agathe, alors que la 10e et 11e sont installées à Bochum en Allemagne lors de l'occupation de la Rhénanie jusqu'en juillet 1919.

## Galerie de photos

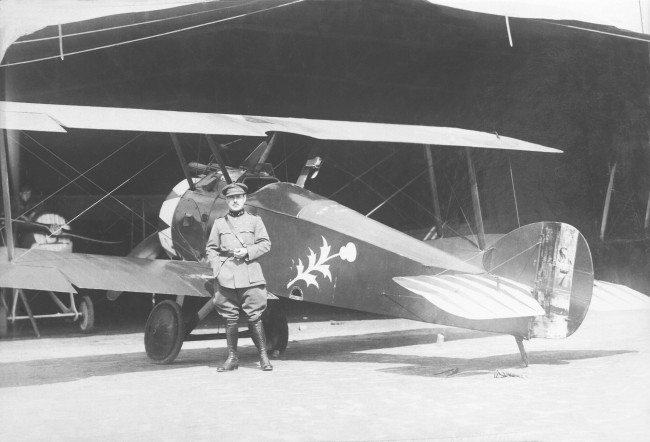
Jan Olieslagers devant un Sopwith Camel de la 9e escadrille
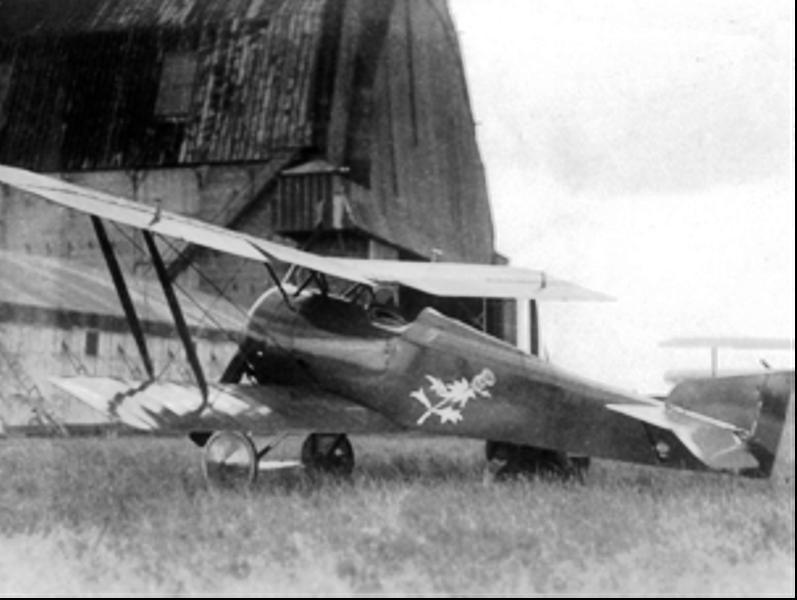
Hanriot-Dupont 1 de la 9e escadrille en 1919
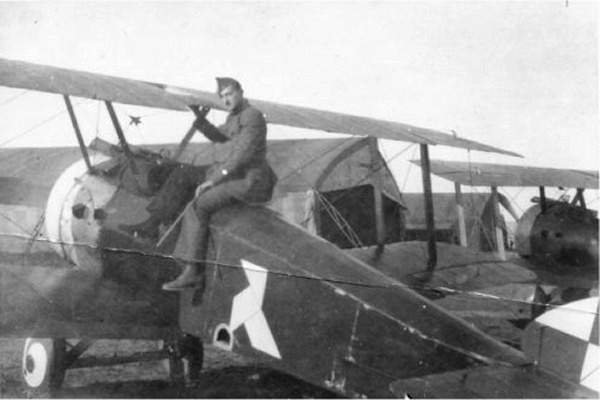
Un Sopwith Camel de la 11e escadrille avec l’emblème de l'escadrille, une cocotte, peinte sur le fuselage
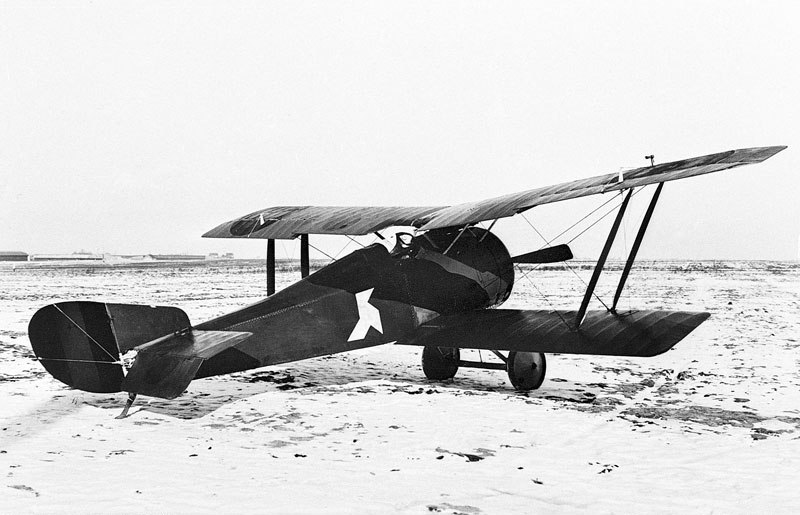
Un Hanriot-Dupont 1 de la 11e escadrille en 1918

## Sources
- (en) Cet article est partiellement ou en totalité issu de l’article de Wikipédia en anglais intitulé « Groupe de Chasse » (voir la liste des auteurs).